# さわかみ投信
さわかみ投信株式会社（さわかみとうしんかぶしきがいしゃ）は、日本の投資信託委託会社である。

## 概要
創業者の澤上篤人は、スイスの老舗名門プライベートバンクであるピクテ銀行の出身である。1996年にピクテ日本法人（現：ピクテ・ジャパン）代表を退職し、同年7月4日に投資顧問業の「さわかみ投資顧問株式会社」を設立した。当時は資本金3千万円だった。ピクテ銀行では叶わなかった夢である、一般家庭のための資産運用ビジネスをゼロから立ち上げることが目的だった。
ピクテ時代の澤上は、プライベート・バンキング、機関投資家ビジネスを手がけていたが、3つ目の柱として投資信託（投信）をやろうと、ジュネーブの本社に1990年の初夏から提案した。しかしピクテは、投信をはじめたら、社員数が増え、利益率が下がる。小口投資家を相手にするのは、ピクテのビジネスの伝統を崩す。投信よりも年金ビジネスに力を入れるべきなどの理由を挙げて拒否した。その後も断続的な議論が続き、ピクテ側は、最終的に投信をやってもいいけど、澤上が主張していた直接販売（直販）はありえない、既存の投信と同じように証券会社に販売してもらえと主張した。このことが、澤上がピクテを退社して独立したきっかけとされている。なお、その後のピクテ・ジャパンは、独自の投資信託を開始したが、2017年時点で投信ファンドを50本以上設定するなど、後述するさわかみ投信の考え方とは大きく異なっている。
日本政府による日本版金融ビッグバンの一環として、1998年に「証券投資信託法」が「投資信託及び投資法人に関する法律」に改正された。以前は、投資信託を運営する会社は免許制で、受益者からの預かり資産額3千億円が申請の第一条件だったが、法改正後は認可制となり、参入規制が大幅に緩和されたこと。投資顧問会社のままでは、助言業務では金額の多寡に応じて的確な助言ができる者を多数揃えなければならない。そうすると契約件数よりも一件当たりの金額を増やすことが合理的な判断となり、また目的化される危険性がある。投資信託ならば、一つの金融商品に皆が投資をするスタイルとなる、受益者は1万円から好きなだけの金額を投資でき、受益者が十万～百万人となっても口座を管理する人員を増やすだけで対応可能である。
大蔵省証券課（当時）に投資信託ビジネスの認可申請をした時に、澤上篤人が書いたとされている論文「日本における投資信託ビジネスのあるべき姿と構造的な問題点」では、「日本の投資信託は伝統的に販売中心のビジネスで成り立っており、それゆえ常に新しいファンドへの乗り換え営業を主体としている。これでは投資信託本来の姿である一般家庭の財産づくりに資することは不可能だ。この現状を打破するために、本格的な長期保有型の投資信託を直接販売していくしかない。投資信託の直接販売という文化は日本にこそ存在しないが、米国ではむしろ主流である」と述べていた。
1999年4月23日に、さわかみ投資顧問は商号を現社名の「さわかみ投信」に変更した。同年5月27日に、投資信託委託業の認可が正式に下り、8月24日より「さわかみファンド」を設定した。
顧客の銀行口座から毎月一定額（月1万円以上）を引き落とす定期定額購入（積立）サービスは1999年11月から開始した。日本の投資信託業界で、これを導入したのは、さわかみ投信が初である。顧客が時間分散のドル・コスト平均法の投資ができるのと同じように、さわかみ側からすれば運用の軍資金として長期の買い仕込みに回すことができる。
発足時の顧客数は487名、資産総額16億円だった。2005年6月17日には、顧客から預かった資産総額が1千億円を突破し「メガファンド」となった。
さわかみ投信の信託財産は、当初は日興信託銀行が受託していた。日興信託銀行は、のちに野村信託銀行に吸収合併されたため、受託は同社に移行した。

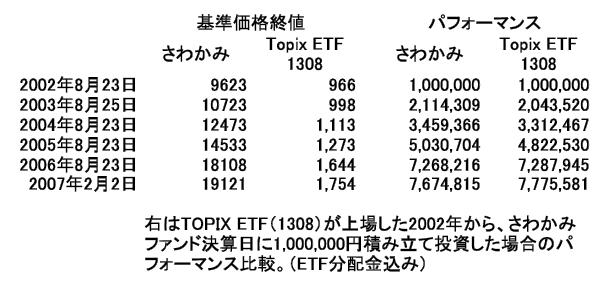
TOPIX ETFとのパフォーマンス比較

「さわかみファンド」は、主に日本国内外の株式を中心に投資し、長期的な円建て信託財産の成長を目指す方針の信託期限が無期限の株式投資信託である。決算は年1回で決算日は毎年8月23日。信託報酬1.05%、信託財産留保額は無い。投資対象の割合等に制限は設けられていない。
日本の投資信託業界は、その時々で人気のあるファンドを次から次へ設定しては乗り換え営業を専らとしてきた。これに対して、さわかみ投信は、さわかみファンドのみでビジネスを展開してきた。澤上篤人は、従来の投資信託では、大手証券会社の強引な株式営業の後始末のゴミ箱、すなわち個人投資家の間で大量に高値づかみさせ、売るに売れなくなった株式の買い取り役を、投信に押し付けてきたと認識している。このことに対するアンチテーゼである。
さわかみファンド設立から10年間は赤字続きだった。当時は純資産額が1億円（2020年代初頭ごろでは5000万円）を割ると認可取り消しになるのが原則だったことから、創業者の澤上篤人が個人で借金をして増資を繰り返すことで経営を支え、最も多い時期で澤上の個人借金は10億円を超えていたとされる。資本参加をしたいとのオファーは多かったが、他資本を入れると経営の一貫性が保てなくなることから、澤上の個人資本で頑張ったようだ。第一勧業銀行（現：みずほ銀行）有楽町支店が、「事業は順調に伸びているんだけど、運転資金が必要だから金がいる」と理解して、資金を貸してくれた。
さわかみファンドは黒字に転換したが、澤上篤人には10億円の借金があったことから、彼自身に何かあった時に相続となり、誰も返せない可能性を懸念した。そこで合同会社（のちに株式会社）さわかみホールディングスを設立し、ホールディングスが銀行から金を借りて、澤上から株を買い取り、買い取ってもらったお金で借金を返した。後述する関連会社、社会貢献団体を相次いで設立し、「さわかみグループ」を形成した。
2013年1月からは、澤上篤人の長男である澤上龍が代表取締役社長に就任し、篤人は会長となった。2021年7月には、篤人がさわかみ投信会長を退任したが、親会社さわかみホールディングスの代表取締役は継続している。
さわかみ投信の特徴として、①個人投資家に特化、②公募投信、③証券会社などの販売店を通さない直販、④営業をしない、という原則を掲げている。
さわかみ投信の特徴である「独立系直販」とは、大手証券会社や銀行などのグループに属さないこと、こうした大企業の販売会社を通さずにファンドを顧客に届ける、すなわち直接販売（直販）できることを意味している。証券会社や銀行等からの思惑や利益におもねることなく、自社の判断だけで投資すべき企業が選べ、さらには親会社に渡るコスを抑えることができるため、顧客へのノーロード（購入時手数料不要）を実現できた。澤上龍は、自社の直販方針を、産地直送販売の農家に例えている。「投資を社会や未来への参加と考えることができなければ、暴落が来れば資金は逃げます。買い時なのに手持ちが無くて株が買えない、つまりは運用成績が悪化するということが起こりかねません。」「大手証券会社に『さわかみファンド』を取り扱ってもらえれば多くの人に買ってもらえますから、弊社が受け取る信託報酬は上がるでしょう。ですがそれでは、私たちは暴落という、未来に向けての絶好の機会を見逃すことになってしまう」と説明している。
さわかみファンドは、さわかみ投信の直販以外にひろぎん証券で取り扱っている。また、ファンド・オブ・ファンズの形式で「ありがとうファンド」などいくつかの投資信託に組み込まれている。
さわかみファンドの運用・販売以外では、個人型確定拠出年金（iDeCo）、企業型確定拠出年金（企業型DC）の運営を担う確定拠出年金（DC）の運営管理機関としての業務も実施している。
社員の募集要項には「年齢・国籍・学歴不問、LGBTフレンドリー」を掲げている。「求める人物像」の一つとして「アホになれる人」を掲げている。この意味について公式ホームページでは、「常識にとらわれた『お利口さん』では、現状を打破し、おもしろい未来をつくることなどできません。むしろ時代の先を行く人は、往々にして周囲に理解されないものです。周りの雑音をものともせず、ひたすら信じる道を突き進む。そんな良い意味での『アホ』が世の中を変えていくのです」と説明している。澤上龍は、「私たちは金融がこのままでいいわけがないという前提に立っていますし、これから何が起こるかわからない業界です。そんな中で、若い人のみならず社員全員が『どんな未来を作りたいか」を想像して、行動することが大事だと思うんですよ。常識は大事です。しかし、時には常識を壊さないとイノベーションは起こりません。自らが信念を持って『こうしたいんだ』と突っ走れる人材が必要ですし、そういう会社でありたいんです。アホという表現が適切かはわかりませんが、『お利口にならずに、いい意味で信念のもとに暴れようぜ』と考えています」と述べていた。
たびたび大手新聞に意見広告を出している。例えば、2025年4月には、第2次トランプ政権による相互関税導入発表の影響で、日本を含む世界各国の平均株価は軒並み下落した（トランプショック）直後、同月30日に、日本経済新聞、読売新聞、朝日新聞の朝刊に、全面での意見広告「さわかみファンドは現金比率を高めて、次の株価急落時に徹底的に買い向かいます」を出した。

## 投資方針
さわかみファンドは、設定来現在に至るまで信託財産のほとんどを日本の株式により運用している。澤上篤人は、「日本人が、日本企業をあまりにも卑下しすぎている」「日本を元気にさせたい、みんなに自信を持って欲しい」という思いが、日本株中心の運用を続けている理由だと述べていた。澤上龍は、「例えば相対的に日本株が割高の場合、その大半を売却して海外株または金利状況によっては国内外債券で勝負します。ただしそれは、ある意味で避難措置です。日本にお住いの皆様の大切な資産を円ベースで殖やしていくことが弊社のミッションですので、投資先もやはり日本にこだわりたい…日本企業を応援したいのです。現在ポートフォリオに組み入れている百数社の海外収入の合計は全体の7～8割となります。つまり、さわかみファンドは日本に籍を置くグローバル企業に投資をし、企業が自前の判断・リスクで世界で勝負してくれることに上手に乗っているのです」と述べていた。
さわかみファンド関係者は、株式の短期的な相場を追う投機的売買ではなく、長期的な視点に立った長期投資の重要性を繰り返し述べている。景気サイクルのリズムに合わせて、株式→現金→債券→株式と、投資対象を順に切り替えていく「アセットアロケーション」を重視している。もっとも、澤上龍は2025年の著書で「昨今の相場では伝統的なアセット・アローケーションが効かなくなったように思う。経済と金融が連動せず、実態を置き去りにするかたちで資産価格が上がっているのだ」と述べていた。
株価が安い時に積極的に購入し、株価が高くなれば売るという、経済の大原則に沿った投資を続けてきた。2001年のアメリカ同時多発テロ事件のように、マスコミが大変だと騒いでいる時でも、世界経済のほとんどはテロ事件とは関係なく、通常の活動を続けていた。テロ事件の発生直後は、アメリカ、日本などで平均株価は急落していたが、さわかみファンドは「待っていましたとばかり買い出動」したようだ。澤上篤人は、「世界中で何が起ころうと、人々の毎日の生活はなくなりっこない。それを支える、企業の生産や供給活動は一時たりとも途切れることは許されない。世の中で、これほど確かなものはないだろう」と述べていた。
澤上龍は、「弊社もITバブル崩壊やリーマンショック、コロナショックと数々の金融危機に直面しましたが、みじんも動きませんでした、動じないどころかファンド仲間（引用者注：出資者）からの厚い信頼のもと株を買い増し、その結果、TOPIX（引用者注：東証株価指数）（配当込）の1.6倍以上、日経平均株価と比較すると2倍以上のパフォーマンスを実現しています。だから私にとっては、暴落という買い場がないほうが怖いというのが本音。実のところ、『いつ暴落が来るんですか？』『私、下がるの待ってるんですけど』と、ファンド仲間から暴落を期待する声があるほどです」と述べていた。株価が下落すれば「下がった今ほど買ってください」と顧客に伝え、逆に上昇局面では「今、大金をはたいて投資をするなんでリスクが高い。後悔しないためにも、購入は一度にまとめず、時間をかけてください」と伝えるのが原則である
1990年代後半ごろはインターネット・バブル（ITバブル）の時代だったが、さわかみファンドは分からない企業には投資をしないと、徹底的に安値で放置されたオールドエコノミー（古い経済、従来からの業種）株を買い漁った。それゆえ、「澤上さんはカッコつけて新しいファンドを立ち上げたけど運用は古いよね」と揶揄されたこともあったようだが、ITバブル崩壊後に、運用成績は平均株価や競合ファンドを抜くことができた。
2002年末ごろには、住友金属工業の株価が一時50円割れとなったが、一般的な機関投資家ならば即刻売りとされている水準だった。しかし、さわかみ投信は、同社の実績と技術力を評価して、株式を積極的に購入した。さわかみによる支援は、住友金属が新日本製鐵と合併（→新日鐵住金→日本製鉄）するまで続いた。
澤上篤人は、主要な投資対象として、エネルギー、食料、環境、水、工業原材料の5分野を挙げている。これらの分野は、地球規模でずっと無くならない需要であるとの理由である。一方で、電力業界については、政官民の癒着がひどいとして、日本の電力会社株は一度も買っていないようだ。医療関係の株についても、業者行政の典型例であるとして購入していない。任天堂については「もともと俺はようわからんから。ゲームに興味ないし、興味がないものはやらんということにしていた」「1つ目は、ゲームとかエンタテインメントというものは、俺はあんまり好きじゃない。ウチの子供たちもファミコンをやって、みんな眼を悪くしたしね」「2つ目はより本質で、どんどんデジタルだとか、そういう世の中になってきているじゃない？そのような流れの中に、全部が全部ついていかなあかんという理由はない」と述べていた。
さわかみファンドは、「株価が企業価値とともに長期で上昇していく企業を見つけ」「これからの未来に必要とされ続けて、しっかりと業績を伸ばしていける企業を徹底的に調査し、大局観をもって投資判断および投資比率を決定」する、アクティブ型の投資信託である。澤上篤人は、「将来の納得（市場人気の高まり）に対し、現在の不納得（市場人気の離散）で行動」するのが投資運用の真髄であると繰り返し述べている。
21世紀初頭に、日本を含む世界各国で流行している、平均株価などに連動する「インデックスファンド」（パッシブ運用）型投資信託については、玉石混交の企業投資であり、今後に平均株価が低下すれば冬の時代を迎え、投資対象を精査するアクティブ運用が復活すると、澤上篤人は主張している。
澤上篤人は、「機関投資家は客にしない。年金は扱わない。営業は一切せず、実績のみで勝負する。」「『なぜこの株を買ったか？』などの説明は一切しない。その代わり、ディスクローズは徹底し、月に2回（最近は月1回）、全組入れ銘柄を見せる。すべては結果を見れば分かるでしょ？それで嫌だったらやめて、というやり方」と述べていた。
澤上龍は、「『投資』とは、『この会社、いい仕事をしているな、いい製品をつくっているな』と思う企業の株を買って株主となり、長期にわたって保有すること。企業の成長を後押しし、寄り添うもの」であり、「機会に乗じて短期間に大きな利益を得ようとする」投機とは異なると述べていた。「一般に競馬はギャンブルで、株の取引は投資行為と思われている」が、「騎手の状態からパドックでの馬の体調、過去のレースまでしっかりチェックして」購入した馬券ならば当たる可能性は高い。株式投資では、「アメリカ株が好調だと聞けばアメリカで暮らした経験もないのにアメリカ株を買」うなど、「その銘柄がなにをつくっているかさえ知らない場合がしばしば」であり、「競馬も株取引も、どちらもギャンブルにも投資にもなり得ると思えてきます、要は『する側』のスタンス」と主張していた。
さわかみ投信ホームページでは、顧客から「澤上篤人さんが他界した場合の影響をどうお考えでしょうか？」との質問があった。これに対して澤上龍は、「実際に現場は随分前から創業者抜きで回っているため、仮に澤上が他界しても何ら変化はありません。ですが皆さまからこのような質問が出る以上は、一定の解約が発生するものと考えておくべきです。もちろん、それも見込んで日々の経営および運用をしております」と回答した。

## 顧客とのイベント
さわかみ投信では、顧客を「ファンド仲間」と呼称している。一般的な株式投資ファンドでは、投資先企業の社会的な意義や役割を考えることよりも、金銭的リターンを優先し、持ち株を高く売り抜けることができれば、投資先はどんな企業であってもいいという姿勢になってしまうことがありがちである。さわかみ投信では、こうした見方とは一線を画し、社会全体を仲間として皆でつくっていくという哲学を重視している。したがって、顧客には同社が考える「投資」の意味を理解した上で「さわかみファンド」に投資してほしい。顧客は「さわかみファンド」という船に乗り込んで、ともに世界経済と言う荒波を超えていく同乗者という意味が、「ファンド仲間」という言葉に込められている。
顧客と交流・対話するためのイベントとして、「さわかみファンド運用報告会」を、2013年から毎年一回のペースで開催している。これは、大きな会場に3m（メートル）四方のブースを用意して、さわかみ投信の投資先から毎回30社ほどの企業が参加し、会場を訪れる客には参加費無料である。顧客から預かった運用資金が、どのような商品やサービスになって世の中の役に立っているか、あるいは世の中をどう変えていきたいかを、投資先企業の社員から直接説明している。通常は、都市部の大きな施設を貸し切って開催しているが、2020年、2022年には、新型コロナウイルス流行の影響で、完全オンライン開催となった。
運用報告会を構想した理由について澤上龍は、「運用は説明するものではなく結果を出すもの。毎月の報告書にてファンド運用状況は十分に開示しており追加説明は不要である…運用報告をしないことが不文律であった当社が敢えて会の開催に踏み切ったのは、さわかみ丸の乗客の皆さまに長期航海過程の景色をも楽しんでいただきたいとの想いから」と説明している。澤上篤人は、「さわかみ投信の運用報告会は個人の長期投資家のみに向けてのもの。企業さんもそれを熟知しているから、目先の業績とかよりも、自社の10年先に向けてのビジネス展望を披露してくれる」と、運用報告会の意義を説明している。
「企業訪問ツアー」は、さわかみ投信が投資先企業との間に実施している企業ミーティング（IR）を、顧客向けセミナーの一つとして実施している。企業の工場を訪れるなどの内容で、人数制限があるため抽選制である。

## 業績
- 顧客から預かった純資産総額：3981億27百万円（2025年3月31日時点）[51]
- 会社独自の資産総額:65億1779万8千円(2024年3月期）
- 当期純利益:10億9552万7千円(2024年3月期）[1]
- 基準価額:設立当初の1万円から、2024年7月11日には過去最高の4万2873円へと上昇。2025年5月30日時点では3万8117円[52]。
- 顧客数:直販分12万8041名、定期定額購入契約数3万3480名（2025年4月28日時点）[53]。

## 投資先
2025年3月31日時点で計145社の株式に投資している。株式保有額が多い上位10社は以下の通りである。いずれの数字も、さわかみファンドの総資産に対する保有比率である。
- 信越化学工業　3.43％
- テルモ　3.30％
- ブリヂストン　3.00％
- ディスコ　2.91％
- アサヒグループホールディングス　2.64％
- ダイキン工業　2.64％
- トヨタ自動車　2.61％
- INPEX　2.58％
- セブン&アイ・ホールディングス　2.50％
- 花王　2.36％

## 関連会社
- 株式会社ソーシャルキャピタル・プロダクション：2010年3月設立[54]。映像事業「インベスターズTV」、旅行事業「さわかみツアー」、美容事業「SC Beauty」、電子商取引（EC）サービス「つなぐハワイ」などの事業を手がけている[55]。
- 株式会社ローカルプラス：2017年10月設立[56]。再生可能エネルギーに関する事業・コンサルティングを実施している[57][58]。
- 株式会社さわかみロイヤル：2019年8月設立[59]。スマートフォン用のアプリで展開している「さわかみマイル」を運営している。これは、毎月のファンド積立額のうちの一部をマイル（ポイント）として取得でき、そのマイルにて、さわかみファンドの購入やグループ内のサービスを利用できるという仕組みである[60][61]。
- 株式会社サクラカゴ：2019年9月設立[62]。女子プロバスケットボール選手の岡田麻央が代表取締役を務めている。社名は、「サクラ＝日本の花」＋「カゴ＝籠」を意味している。さわかみ財団主催の「いのちの教室（アスリートセーブジャパン）」の活動で登壇した岡田との懇親会にて意気投合したのが設立のきっかけだとされている[63]。女子バスケットボールを支援する活動を実施している[64]。
- 株式会社横浜ビール：1994年12月に「日本地ビール事業研究所株式会社」として創業し、「横浜ビール」設立は1997年4月、醸造開始は1999年7月である[65]。横浜ビール代表とさわかみグループが懇意にしており、新型コロナウイルス流行で打撃を受けたことをきっかけに、さわかみ傘下となった。さわかみホールディングスが横浜ビールホールディングスの株式を取得し、その子会社が横浜ビールである[63][66]。
- SAWAKAMI ASSET MANAGEMENT (THAILAND) CO.,LTD.：2019年にタイ王国で設立。2022年にタイ政府財務省より資産運用会社としての許可を取得し、2023年7月に投資信託の運用、販売を開始した。タイの上場株式に投資する投資信託を運用し、外国籍を含むタイ居住者向けに販売している[67][68]。

## 以前の関連会社
- 株式会社Yamatoさわかみ事業承継機構：2018年設立。中小企業の事業継承問題解決を支援してきたが、2022年12月1に社名を「株式会社事業承継機構」へ変更し、さわかみグループから独立した[69][70]。

## 社会貢献団体
- 一般財団法人さわかみ財団：熊野古道の修繕、自然保護などを中心とした活動をしている[71]。東日本大震災と福島第一原子力発電所事故の影響で低迷していたサーフィンを支援するために、2013年から日本プロサーフィン連盟（JPSA）と契約し、ツアー冠スポンサーを務めている[72][73]。2020年からは、プロ野球関西独立リーグの命名権を取得し、リーグの名称は「さわかみ関西独立リーグ」となった[74]。
- 公益財団法人さわかみオペラ芸術振興財団：オペラを支援する活動を実施している。
- 公益財団法人お金をまわそう基金：社会課題の解決のために、寄付で社会の役に立ちたい人と、社会課題の解決に取り組むNPO法人などの団体とをつなぐ「寄付のプラットフォーム」を運営している[75]。非営利の団体による①子ども分野、②地域社会分野、③スポーツ分野、④文化・伝統技術分野、の4つの分野の非営利事業・公益事業を支援している[76]。
- 一般財団法人さわかみ未来創造研究所：2025年に設立された。日本の将来を担う学術人財などに対して、資金及び研究に付属する活動の支援を行うことを目的としている[77]。

澤上篤人は、「文化というのは最大の長期投資」と述べていた。地域経済活性化については、「基本は、『地元の人間が動いて、自分たちのお金をつかえ』で、誘致とか他人のお金は当てにしない。自助自立の精神で自分たちの地元を元気にさせるのだ」「誘致とか言い出すと、他人のお金に頼る甘えが出てくる。それでは永続的な地域社会の活性化にはつながっていかない。それで、『地元愛にあふれた人間がまずは動き出せ、そして自分のお金を使え」というのが俺の主張」と述べていた。

## 他者からの評価
経済情報専門テレビ局「日経CNBC」のコメンテーターである直居敦は、2015年に発表した論文で、「高齢者層が主な顧客だったそれまでの投信に比べて30代や40代、50代などの現役資産形成世代の顧客を主体とするなど、いくつかの際だった特徴を持っている」「原則直接販売にこだわったために、なかなか資産は増えなかったが、澤上氏自身のカリスマ性、本格的な長期投資や積み立て投資の必要性と魅力を直接訴えかけるセミナーの開催、メディアへの露出などが積み重なって、3,000億円規模にまで成長、日本の独立系投資信託会社としては恐らく唯一、経営的な安定性を維持している状態と言える」と述べていた。
経済コラムニストの大江秀樹が2021年に出版した著書では、さわかみ投信を利用したことがある中国地方在住の個人投資家「こん吉さん」（ハンドルネーム）のインタビューが掲載された。この証言によると、1995年ごろに地元証券会社主催のセミナーに、さわかみ投信の前身である「さわかみ投資顧問」を率いていた頃の澤上篤人が来て、彼の話に共感した。さわかみファンドに移した運用資金では大きな含み益が増えていき、2000年には彼と妻が持っていた金融資産が7千万円近くまで増えた、直後にITバブルが崩壊し、一時は評価損が2千万円を超えた。澤上は「こういう暴落の時は絶対売ってはいけない！むしろ買うべきだ」と言っていたので、売ることはしなかったが、買う勇気はなかったようだ。「でも市場は長期的に見れば成長していきますから、たとえ下がっても保有し続けて待つことさえできれば心配することはないのだということを学びました」と述べていた。

## 他の投資信託会社への影響
澤上篤人は2004年に「おらが町投信構想」を発表した。これは、真に受益者のための投資信託が日本に足りないとの認識から生まれた発想である。日本人の一般家庭のための本格的な資産運用は、さわかみ投信だけならば受け皿として少ないので、日本各地におらが町の投資信託があれば、多くの人が安心して投資を始められるだろうとの理念である。投信運用の経験がなくても、「ファンズ・オブ・ファンズ」方式ならば、本格派の長期投資ファンドをいくつか組み合わせることで、長期的に良い成績を残すことができるとされている。しかし、金融証券取引法、個人情報保護法などが制定され、投信の業務体制、システムを整備するコストが上昇し、赤字経営が続いた。また、営業などの販売活動をせず、口コミを中心にしてファンド購入者を増やすことが進まなかった。こうした要因が、おらが町投信構想に急ブレーキをかける結果となった。経営悪化により、資本が譲渡された会社もある。
おらが町投信構想に影響された投資信託会社は以下の通りである。いずれも、さわかみグループ子会社では無い。
- パリミキアセットマネジメント株式会社：2006年に「浪速おふくろ投信株式会社」「楽知ん投信株式会社」、2007年に「かいたく投信株式会社」が設立され、これら3社は2010年に合併して「クローバー・アセットマネジメント株式会社」となった。その後経営難となり、眼鏡のチェーンストア会社「パリミキホールディングス」創業者である多根裕詞（2017年死去）は、澤上篤人からクローバー社の再建を託された。2023年に現社名に変更した[84][85]。多根裕詞は、澤上の著書「この3年が日本株の勝負どき」（明日香出版社、1996年）を読んで共感し、パリミキホールディングスの前身である三城の社員研修の講師に澤上を招聘した。さわかみ投信設立時には、多根裕詞の息子である多根嘉宏、社長秘書だった磯野昌彦の2名が、三城からさわかみに派遣された[86]。
- ユニオン投信株式会社[87]
- 鎌倉投信株式会社
- レオス・キャピタルワークス株式会社（現：SBIホールディングス子会社）
- コモンズ投信[88]

セゾン投信、なかのアセットマネジメント創業者の中野晴啓は、澤上篤人の思想に感銘を受けて弟子入りしたと述べていた。セゾン投信を設立してからの1年間は、澤上と毎週末に同行し、日本各地で「直販クラブ勉強会」と称したセミナーを開催した。

## 過去のトラブル
2006年3月30日に金融庁は、さわかみ投信に対して、投資顧問業法第18条の違反などにより、同年4月3日から5月2日までの1ヶ月間、投資顧問契約を新たに結ぶことを禁止する業務停止命令を発した。2005年に金融庁がさわかみ投信を検査した時に、前身のさわかみ投資顧問時代の1997年に、海外の投資家顧客に頼まれて2件の買い注文を出した時の書類を発見した。当時は投資助言業者だったために、投資家顧客の売買受注はできなかったが、当該海外顧客はその事実を知らず、時差の関係もあるからと、買い注文をファックスで依頼した。澤上篤人は、投資家顧客からの注文は執行しないと契約違反となると判断し、買い注文を出した。検査官は、この件が法律違反だと指摘したことが原因だったようだ。

## CMスポンサー
- ラジオ時報CM - ジャパンエフエムネットワーク内で週末午前（5:00〜13:00）2021年9月 - 2022年1月までスポンサーを担当。詳細は全国FM放送協議会#共通時報を参照。